# Eudonia mineti
Eudonia mineti is een vlinder uit de familie grasmotten (Crambidae). De wetenschappelijke naam van deze soort is voor het eerst gepubliceerd in 1989 door Patrice Leraut.
De soort komt voor in Madagaskar.